# Dic Jones
Dic Jones, vlastním jménem Richard Lewis Jones, (30. března 1934 Tre'r-ddôl – 18. srpna 2009 Blaenannerch) byl velšský básník píšící ve velšském jazyce. Pocházel ze západního Walesu, kde se narodil do farmářské rodiny. I on sám se během svého života věnoval farmaření. Školu opustil v patnácti letech. Před svými 25. narozeninami pětkrát zasedal v mládežnickém pásmu festivalu National Eisteddfod. Svou první básnickou sbírku nazvanou Agor Grwn vydal v roce 1960. Jeho bardské jméno bylo Dic yr Hendre. Zemřel roku 2009 ve věku 75 let.